# Daisy Bates (attivista)
Daisy Lee Gatson Bates (Huttig, 11 novembre 1914 – Little Rock, 4 novembre 1999) è stata un'attivista, editrice e giornalista statunitense che ha svolto un ruolo di primo piano nei moti per l'integrazione di Little Rock, nel 1957.

## Biografia
Daisy Lee Gatson Bates è nata l'11 novembre 1914. È cresciuta nell'Arkansas meridionale, nella piccola città-segheria di Huttig. Bates è nata in una casa povera, figlia di John Gatson e Millie Riley. John Gatson sosteneva la famiglia lavorando come taglialegna in un mulino locale. Dopo l'omicidio di sua madre, Daisy è stata consegnata a degli amici di Gatson, Orlee Smith, veterano della prima guerra mondiale, e Susie Smith. Daisy non vide mai suo padre biologico dopo questo momento. In The Death of my Mother, Bates raccontava di aver appreso, a otto anni, che sua madre era stata prima violentata e poi assassinata poi da tre uomini bianchi del posto.Sua madre biologica è stata poi lasciata cadere in un laghetto quando Daisy aveva solo pochi mesi. Apprendere della morte di sua madre e sapere che nulla è mai stato fatto al riguardo ha alimentato la sua rabbia. Suo padre adottivo, Orlee Smith, le disse che gli assassini non furono mai trovati a causa della mancanza di dedizione al caso da parte della polizia. Questo ha scatenato un desiderio di vendetta in Daisy:
(Reed, Linda. "The Legacy of Daisy Bates". The Arkansas Historical Quarterly.)
La comprensione delle attuali norme sociali ha dominato le sue azioni (quando iniziò ad odiare i bianchi). Per timore e speranza, sul letto di morte, il padre adottivo le diede qualche consiglio:
((EN) Carolyn Calloway-Thomas, Thurmon Garner, Daisy Bates and the Little Rock School Crisis: Forging the Way, in Journal of Black Studies, vol. 26, n. 5, Temple University, 1º maggio 1996,  pp. 616-628, DOI:10.1177/002193479602600507.)
Bates ha detto che non lo aveva mai dimenticato e che è da questo ricordo che sua forza per la leadership è venuta.
L'infanzia di Bates ha incluso la frequentazione delle scuole pubbliche segregate di Huttig, dove imparò in prima persona le condizioni di povertà a cui erano esposti gli studenti neri. Orlee Smith è morto quando Bates era una adolescente, lasciandola con la madre. Daisy apprezzava profondamente suo padre, portandola a ritenere che avesse sposato suo marito perché condivideva qualità simili col padre. Bates ebbe una grande adulazione per l'uomo e non riusciva a "ricordare un tempo in cui quest'uomo che chiamavo padre non mi parlava quasi come se fossi un'adulta". In contrasto col loro rapporto, Daisy aveva un rapporto severo con sua madre. Susie Smith puniva Daisy, "spesso picchiata, frustata e fatta stare in piedi in un angolo". Anche dopo la morte di Orlee Smith, le due litigavano. Prima che Daisy venisse a sapere dalla morte della madre biologica, giocava spesso con Beatrice, una ragazza bianca della sua età e andavano d'accordo.
Daisy aveva solo 13 anni quando incontrò per la prima volta Lucius Bates,che era ancora sposato con Kassandra Crawford. Lucio divorziò dalla sua prima moglie nel 1941 prima di trasferirsi a Little Rock e fondare la Arkansas State Press. Dopo il fidanzamento durato diversi mesi, Daisy e L.C. Bates si sposarono il 4 marzo 1942.
Nel 1952, Daisy Bates fu eletta presidente della Conferenza dell'NAACP dell'Arkansas.

### Arkansas State Press
Dopo il loro trasferimento a Little Rock, i due hanno deciso di lavorare su un loro sogno, il possedere un giornale. Hanno affittato una tipografia appartenente ad un giornale di una chiesa e hanno fondato l'Arkansas State Press, un settimanale diffuso in tutto il paese. Il primo numero venne pubblicato il 9 maggio 1941.
L'Arkansas State Press si occupava principalmente di giornalismo di tutela dei diritti umani e si ispirava ad altre pubblicazioni afroamericane dell'epoca, come il Chicago Defender e The Crisis. Storie sui diritti civili spesso venivano pubblicate in prima pagina con il resto del giornale pieno principalmente di altre storie che mettevano in evidenza i risultati degli neri dell'Arkansas. Anche le immagini erano abbondanti in tutto il giornale.
Il giornale è diventato una voce accesa per i diritti civili ancora prima che un movimento riconosciuto a livello nazionale emergesse. Daisy Bates è stata poi riconosciuta come co-editore del giornale.
Come l'ex presidente della Conferenza di Stato dell'Arkansas dell'NAACP, Bates è stata profondamente coinvolta in eventi di desegregazione. Anche se nel 1954 la sentenza della Corte Suprema degli Stati Uniti nel Brown contro Board of Education rese illegali tutte le scuole segregate, le scuole dell'Arkansas rifiutarono di iscrivere gli studenti afroamericani. Bates e suo marito hanno cercato di combattere contro questa situazione col loro giornale. Lo State Press è diventato un fervente sostenitore degli eventi di integrazione della scuola pubblica del NAACP. Per quanto riguarda la politica di desegregazione accademica, Lo State Press ha alimentato lo spirito di immediatismo nei cuori dei cittadini afroamericani e bianchi. Anziché un approccio graduale, questo giornale voleva soprattutto una riforma immediata del sistema scolastico dell'Arkansas. L'Arkansas State Press ha riferito che il NAACP era l'organizzatore principale di questi eventi di protesta, e il giornale tendeva anche ad ampliare l'influenza nazionale per permettere a più persone di essere coinvolti negli eventi educativi a Little Rock.
Mentre il governatore Orval Faubus e i suoi sostenitori rifiutavano anche la desegregazione simbolica del Central High School, questo editoriale è apparso in prima pagina:
"È convinzione di questo giornale che, poiché la fedeltà del Negro all'America lo ha costretto a spargere sangue sui campi di battaglia stranieri contro i nemici per salvaguardare i diritti costituzionali, egli non sia in alcun modo intenzionato a sacrificare questi diritti per la pace e l'armonia in patria".
Per tutta la sua esistenza, l'Arkansas State Press ha coperto tutte le notizie sociali che accadevano all'interno dello stato. È stato un appassionato sostenitore dell'integrazione razziale nelle scuole e ha pubblicizzato a fondo il suo sostegno nelle sue pagine. Nel 1957, a causa della sua forte posizione durante la crisi di Little Rock, gli inserzionisti bianchi boicottarono il giornale per punirlo per il suo sostegno alla desegregazione. Questo boicottaggio riuscì a tagliare i finanziamenti, ad eccezione del denaro che veniva dato direttamente e attraverso la pubblicità dell'ufficio nazionale dell'NAACP e attraverso gli annunci da parte di sostenitori in tutto il paese. Nonostante ciò l'Arkansas State Press non fu in grado di sostenersi e l'ultimo numero fu pubblicato il 29 ottobre 1959.

### Partecipazione all'NAACP
Daisy Bates si unì immediatamente alla sede locale dell'NAACP quando si trasferì a Little Rock. In un'intervista spiegava la sua storia con l'organizzazione e che tutti i suoi "sogni erano legati a questa organizzazione". Suo padre era membro dell'NAACP. Nella stessa intervista, alla domanda su cosa lei e l'organizzazione fossero focalizzati per essere cambiato, Bates ha risposto "l'intero sistema maledetto". Tuttavia, è stato dopo la sentenza Brown contro Board of Education che ha iniziato a concentrarsi principalmente sull'istruzione.
Bates divenne Presidente della Conferenza dell'Arkansas nel 1952 all'età di 38 anni. Rimase attiva e fu membro del Consiglio Nazionale del NAACP fino al 1970. A causa della sua posizione nel NAACP, la vita personale di Bates è stata minacciata per la maggior parte del tempo. Nella sua autobiografia, Bates ha discusso la sua vita come presidente del NAACP in Arkansas.
"Come presidente della Conferenza dello Stato dell'NAACP e come leader pubblicizzato del movimento di integrazione in Arkansas, sono stata scelta per un 'trattamento speciale'. Due croci fiammeggianti sono state bruciate sulla nostra proprietà. Il primo, una struttura di sei metri inzuppata di benzina, è stato inserito nel nostro prato subito dopo l'imbrunire. Alla base della croce era scarabocchiato: "Ritorna in Africa! KKK”. La seconda croce è stata posta contro la parte anteriore della nostra casa, accesa, e le fiamme iniziarono a prendere il sopravvento. Fortunatamente l'incendio è stato scoperto da un vicino e lo abbiamo spento prima che si verificassero gravi danni".

### Little Rock Nine
Bates e suo marito erano figure importanti nella comunità afroamericana di Little Rock. Hanno pubblicato un giornale locale nero, l''Arkansas State Press, che pubblicizzava le violazioni delle sentenze sulla desegregazione della Corte Suprema degli Stati Uniti.
Il piano di desegregazione delle scuole di Little Rock doveva essere attuato in tre fasi, iniziando prima con le scuole superiori e secondarie, e solo dopo la positiva integrazione delle scuole superiori e secondarie le scuole elementari sarebbero state integrate. Dopo due anni e ancora senza alcun progresso, nel 1956 fu intentata una causa contro il distretto scolastico di Little Rock. Il tribunale ordinò al consiglio superiore di integrare le scuole a partire da settembre 1957. "La battaglia per l'anima di Little Rock era iniziata, e Bates entrò vigorosamente".
Consapevole del suo intenso coinvolgimento e della sua dedizione all'istruzione e all'integrazione scolastica, Daisy è stata la rappresentante prescelta. Dopo che i nove studenti neri sono stati selezionati per frequentare la Central High Bates sarebbe stata con loro ogni passo del cammino.
Come leader della sezione del NAACP in Arkansas, Bates guidò e consigliò i nove studenti, conosciuti come i Little Rock Nine, quando tentarono di iscriversi nel 1957 alla Little Rock Central High School, un'istituzione precedentemente completamente bianca. I tentativi di iscrizione degli studenti provocarono un confronto con il governatore dell'Arkansas Orval Faubus che chiamò a raccolta la Guardia Nazionale degli Stati Uniti per impedire il loro ingresso. La Guardia Nazionale lasciò che solo gli studenti bianchi passassero il cancello della scuola. Ad otto studenti dei nove venne chiesto di rimanere a casa. Ma una studentessa, Elizabeth Eckford, che non ha ricevuto il messaggio di Daisy Bates la sera prima, ha trovato una folla, mentre cercava di trovare gli altri otto studenti quella mattina. Le folle bianche si sono incontrate all'esterno della scuola e hanno minacciato di uccidere gli studenti neri; queste folle hanno molestato non solo gli attivisti, ma anche i giornalisti del nord che sono venuti a raccontare la storia.
Bates ha sfruttato le sue capacità organizzative per organizzare un modo per i nove studenti di entrare nella Central High. Aveva in mente che i pastori accompagnassero i ragazzi a scuola, due davanti ai ragazzi e due dietro. Pensava che non solo avrebbero contribuito a proteggere fisicamente i ragazzi, ma che dei pastoli che li accompagnassero sarebbero "serviti come simboli potenti contro il baluardo della segregazione". Bates ha proseguito il suo compito di aiutare i nove iscritti a scuola. Ha parlato più volte con i genitori durante tutto il giorno per assicurarsi che sapessero cosa stesse succedendo. Entrò a far parte dell'organizzazione genitori-insegnanti, anche se non aveva uno studente iscritto a scuola. Era tenace e si rese conto che per avere successo doveva controllare la situazione.
Bates fu una figura centrale in quel momento fondamentale del movimento per i diritti civili. Osro Cobb, il Procuratore degli Stati Uniti per il distretto orientale dell'Arkansas, nelle sue memorie, riferisce di lei:
( Carol Griffee, Osro Cobb of Arkansas: Memoirs of Historical Significance, Little Rock, Arkansas, Rose Publishing Company, 1989,  pp. 226–227.)
Tuttavia, il pandemonio alla Central High School ha indotto il sovrintendente Virgil Blossom a chiudere la scuola quel primo giorno di desegregazione, e la folla si disperse. Il presidente degli Stati Uniti Dwight Eisenhower intervenne federalizzando la Guardia Nazionale dell'Arkansas e inviando la 101st Airborne Division a Little Rock per garantire l'esecuzione delle sentenze. Le truppe mantennero l'ordine e la desegregazione procedette. Nell'anno scolastico 1958-59, tuttavia, le scuole pubbliche di Little Rock furono chiuse in un altro tentativo di frenare la desegregazione. Quel periodo è conosciuto come "L'anno perduto" in Arkansas.
Un ruolo significativo di Daisy Bates durante il movimento per i diritti civili è stato il patrocinio e il tutorato dei Little Rock Nine. La casa di Margherita Bates divenne un National Historic Landmark a seguito del suo coinvolgimento durante la desegregazione delle scuole. La sua casa è servita come rifugio per Little Rock Nine. La pianificazione di come sarebbe stata condotta la desegregazione e gli obiettivi da realizzare erano una parte importante del suo ruolo durante il movimento e, in particolare, la casa era un modo per contribuire a raggiungere la difesa dei diritti civili. La sua casa è stata un punto di ritrovo ufficiale per il Little Rock Nine prima e dopo la scuola, ogni giorno. Poiché la sua casa era un luogo di incontro ufficiale, è diventata un centro di violenza ed è stata spesso danneggiata dai sostenitori della segregazione.
"La tenacia della signora Bates e dei Little Rock Nove in questi anni turbolenti ha inviato un forte messaggio in tutto il Sud affinché la desegregazione operasse e la tradizione della segregazione razziale sotto le leggi Jim Crow non fosse più tollerata negli Stati Uniti d'America".
Nel 1998, una portavoce di Bates ha dichiarato che Bates si era sentita colpevole per non aver informato una delle giovani donne, Elizabeth Eckford, che stavano ritardando l'ingresso nella Central High School. La famiglia della ragazza non aveva il telefono, e il padre non è tornato dal lavoro fino alle 3 del mattino. Elizabeth non sapeva che aveva bisogno dei suoi genitori che l'accompagnassero, e non sapeva che aveva bisogno di riunirsi con altri studenti neri quella mattina. Come risultato, Elizabeth ha incontrato da sola la folla, finché una cortese reporter, Grace Lorch, l'ha allontanata dalla folla e l'ha accompagnata alla stazione degli autobus. La notte precedente, Bates si addormentò prima che fosse in grado di trasmettere il messaggio alla famiglia, e la ragazza ha tentato di frequentare il suo primo giorno da sola alla scuola segregata. Bates non solo voleva che gli studenti neri potessero ricevere lo stesso livello di istruzione degli studenti bianchi, ma voleva anche fare in modo che fosse vero per tutte le razze di avere la stessa qualità di istruzione.
Il consiglio comunale di Little Rock ha incaricato il capo della polizia di Little Rock di arrestare Bates e altre figure del NAACP; lei e il presidente della sede locale si sono consegnati volontariamente. Sono stati accusati di non aver fornito informazioni sui membri del NAACP per il registro pubblico, in violazione di un'ordinanza della città. Sebbene Bates sia stata multata dal giudice, gli avvocati del NAACP hanno presentato ricorso e alla fine hanno ottenuto un'inversione di sentenza nella corte suprema degli Stati Uniti. In un caso analogo, l'alta corte ha ritenuto che lo Stato dell'Alabama non potesse obbligare il NAACP a consegnare l'elenco dei suoi membri ai funzionari statali.

In un'intervista a Bates, lei dice che il suo contributo più importante durante la crisi di Little Rock è stato:
((EN) Interview with Daisy Bates, October 11, 1976. Interview G-0009. Southern Oral History Program Collection (#4007), su docsouth.unc.edu, Documenting the American South, 11 ottobre 1976. URL consultato l'8 aprile 2018.)
Nel settembre 1957 Martin Luther King Jr. inviò un telegramma relativo alla crisi della Central High School e dei Little Rock Nove. Lo scopo di King era quello di incoraggiare Bates a "aderire rigorosamente a un metodo di non violenza" pur essendo " terrorizzata, lapidata e minacciata da folle spietate". Le assicurò: "L'opinione pubblica mondiale è con voi. La coscienza morale di milioni di bianchi americani è con voi". King fu ospite dei Bates nel maggio 1958 quando parlò all'inizio dell'AM&N College dell'Arkansas. Poco dopo l'inizio, King chiese a Daisy Bates di essere il relatore della Giornata della Donna presso la Dexter Avenue Baptist Church nel mese di ottobre di quell'anno. Lo stesso anno in cui fu eletta oratrice nella chiesa battista, fu anche eletta al comitato esecutivo della Southern Christian Leadership Conference (SCLC).
Il coinvolgimento dei Bates nella crisi di Little Rock ha portato alla perdita di introiti pubblicitari per i loro giornali, e sono stati costretti a chiuderlo nel 1959. Nel 1960, Daisy Bates si trasferì a New York e scrisse le sue memorie, The Long Shadow of Little Rock, che vinse nel 1988 il National Book Award.
Questa crisi ha mostrato l'influenza delle organizzazioni locali, e l'azione di Bates ha funzionato perché il governo ha iniziato ad avere una reazione nei confronti dell'organizzazione come il NAACP. Dopo la crisi dei Little Nine in Arkansas, Little Rock ha emanato delle ordinanze che impongono a tutte le organizzazioni di rivelare le proprie liste di membri, come ad esempio il NAACP. L'enciclopedia dei diritti civili in America documenta:
( David Bradley, Encyclopaedia of Civil Rights in America, Sharpe Reference, 1998, ISBN 0-7656-8000-9, OCLC 37187492.)

### Ultimo periodo di vita
Bates si trasferì poi a Washington e lavorò per il Comitato nazionale democratico. Ha anche servito nell'amministrazione del presidente degli Stati Uniti Lyndon B. Johnson lavorando sui programmi per la riduzione della povertà. Nel 1965, ha sofferto di un ictus e ritornò a Little Rock.
Nel 1968 si è trasferita nella comunità rurale nera di Mitchellville nella contea di Desha, nell'Arkansas orientale. Si è concentrata sul miglioramento della vita dei suoi vicini, creando un programma di auto-aiuto che è stato responsabile per i nuovi sistemi fognari, strade lastricate, un sistema idrico e il centro comunitario.
Bates ha fatto rinascere l'Arkansas State Press nel 1984 dopo che L.C. Bates, suo marito, è morto nel 1980. Nello stesso anno, Bates ha anche conseguito il Dottorato Onorario di Legge, che è stato assegnato dall'università dell'Arkansas.
Nel 1986 la University of Arkansas Press ripubblicò The Long Shadow of Little Rock che divenne la prima ristampa in assoluto a guadagnarsi un American Book Award. L'ex first lady Eleanor Roosevelt ha scritto l'introduzione dell'autobiografia di Bate. L'anno successivo ha venduto il giornale, ma ha continuato a fare la consulente. Little Rock ha forse reso l'ultimo omaggio, non solo a Bates ma alla nuova era che ha contribuito ad avviare, aprendo la Daisy Bates Elementary School e facendo del terzo lunedì di febbraio, il George Washington's Birthday and Daisy Gatson Bates Day, un giorno festivo ufficiale.
Bates morì a Little Rock il 4 novembre 1999.
Il regista Sharon La Cruise ha prodotto e diretto un documentario su Bates, Daisy Bates: First Lady of Little Rock, presentato in anteprima il 2 febbraio 2012, come parte della serie Independent Lens su PBS.
Nel maggio 2014, la Rutgers University ha assegnato a John Lewis Adams il suo dottorato di ricerca per Time For a Showdown: The Partnership of Daisy and L.C. Bates, and the Politics of Gender, Protest and Marriage, una biografia che racconta l'ascesa della coppia in crisi dei diritti civili.

## Premi e Onorificenze
- American Book Awards: 1988 vincitrice con The Long Shadow of Little Rock: A Memoir[14]